# Sis dies de Cleveland
Els Sis dies de Cleveland era una cursa de ciclisme en pista, de la modalitat de sis dies, que es corria a Cleveland (Estats Units d'Amèrica). La seva primera edició data del 1933, mentre la darrera va tenir lloc al 1958. Els alemanys Gustav Kilian i Heinz Vopel, amb quatre victòries, foren els ciclistes que més vegades guanyaren la prova.

## Palmarès
| Any      | Primers                                              | Segons                                                      | Tercers                                            |
| -------- | ---------------------------------------------------- | ----------------------------------------------------------- | -------------------------------------------------- |
| 1933 (1) | Reginald McNamara · Norman Hill                      | Xavier Van Slembroeck · Freddy Zäch                         | Dave Lands · Charles Winter                        |
| 1933 (2) | Jules Audy · Piet van Kempen                         | Frank Bartell · Fred Ottevaire                              | Alfred Crossley · Charles Winter                   |
| 1934 (1) | William Peden · Freddy Zäch                          | Henri Lepage · Alfred Letourneur                            | Charles Ritter · Bobby Thomas                      |
| 1934 (2) | Gustav Kilian · Werner Miethe · Heinz Vopel          | Alfred Crossley · Reginald Fielding · Xavier Van Slembroeck | Jimmy Walthour · Charles Winter · Freddy Zäch      |
| 1935     | Alfred Letourneur · Tino Reboli                      | William Peden Jules Audy                                    | Gerard Debaets · Bobby Thomas                      |
| 1936     | No disputats                                         |                                                             |                                                    |
| 1937     | Gustav Kilian · Heinz Vopel                          | George Dempsey · Eddy Testa                                 | Fred Ottevaire · Charles Winter                    |
| 1938     | Gustav Kilian · Heinz Vopel                          | Alfred Crossley · Jimmy Walthour                            | Fred Ottevaire · Henry O'Brien                     |
| 1939 (1) | Alfred Crossley · Jimmy Walthour                     | Angelo De Bacco · Tino Reboli                               | Cecil Yates · Henry O'Brien                        |
| 1939 (2) | Charles Bergna · Archie Bollaert                     | Cesare Moretti Jr · Jules Audy                              | Alfred Crossley · Jimmy Walthour                   |
| 1940     | Gustav Kilian · Heinz Vopel                          | Charles Bergna · Archie Bollaert                            | Alfred Crossley · Henry O'Brien                    |
| 1941     | No disputats                                         |                                                             |                                                    |
| 1942     | Charles Bergna · Angelo De Bacco                     | William Anderson · Douglas Peden                            | Cecil Yates · Jules Audy                           |
| 1943-46  | No disputats                                         |                                                             |                                                    |
| 1947     | Francis Grauss · Angelo De Bacco                     | Charles Bergna · Cecil Yates                                | Emile Ignat · Henri Surbatis                       |
| 1948     | No disputats                                         |                                                             |                                                    |
| 1949     | Charles Bergna · Cecil Yates                         | Erwin Pesek · Charly Yaccino                                | Stanley Bransgrove · Ferdinand Grillo              |
| 1950-56  | No disputats                                         |                                                             |                                                    |
| 1957     | Herbert Weinrich · Heinz Zoll                        | Alfred Strom · John Tressider                               | Marcel Bareth · Jacques Renaud                     |
| 1958 (1) | Steve Hromjack · John Tressider · Edward Vandevelde  | Jan Plantaz · Harm Smits · Walter Willaert                  | Gino Guerrini · Herbert Weinrich · Fred Weltrowski |
| 1958 (2) | Fred Weltrowski · John Tressider · Edward Vandevelde | Theo Intra · Heinz Müller · Herbert Weinrich                | Rud Jacobsson · Max Jørgensen · Waldon Stanberg    |